# 青城山站

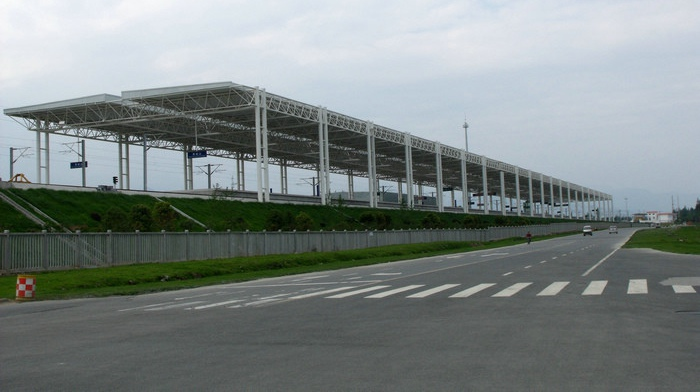
车站站台

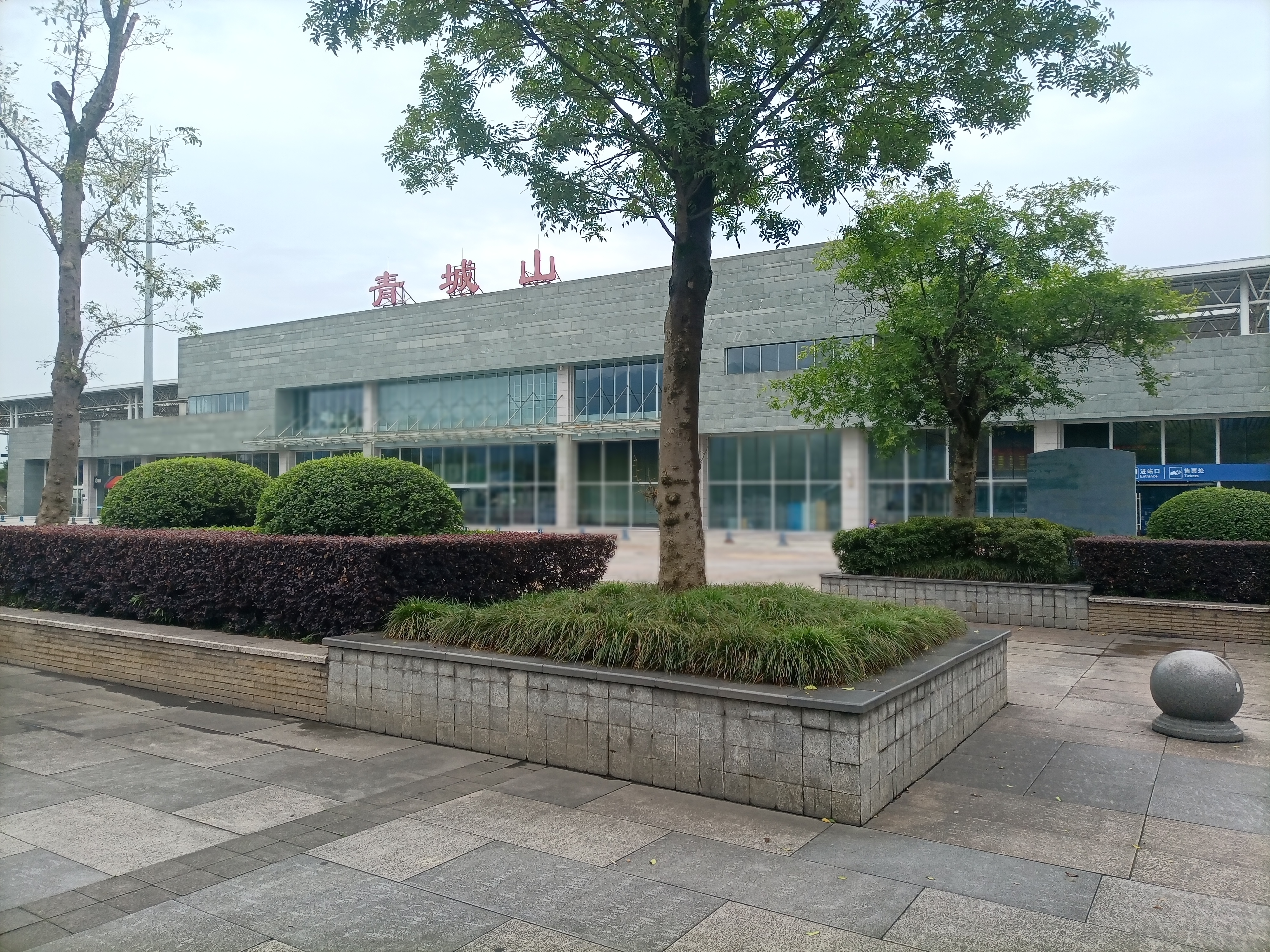
2024年青城山火车站

青城山站位于四川省成都市都江堰市，于2010年启用，是成都市域铁路成灌线的终点站。该站隶属成都铁路局。

## 运营信息
每天有多趟成灌线列车及跨线列车由本站始发终到。

### 运营列车
目前成都市域铁路成灌线使用的是和谐号CRH6型电力动车组。

## 车站结构
|     |      | 出入口，售票处，候车室           |  |
|     | 侧式 |                                  |  |
| 1道 | 1    | 成都市域铁路成灌线往成都站方向   |  |
| 2道 | 2    | 成都市域铁路成灌线往成都站方向   |  |
|     | 岛式 |                                  |  |
| 3道 | 3    | 成都市域铁路成灌线往青城山站方向 |  |
|     |      |                                  |  |